# Patchwork (roman)
Pour les articles homonymes, voir Patchwork.
Patchwork est un roman de Jean Vautrin publié le 14 septembre 1983 aux éditions Mazarine et ayant reçu le prix des Deux Magots l'année suivante.

## Éditions
- Patchwork, éditions Mazarine, 1983  (ISBN 2-86374-118-7).